# 小行星4476
小行星4476（4476 Bernstein）是一颗绕太阳运转的小行星，为主小行星带小行星。该小行星于1983年2月19日发现。

## 轨道参数
小行星4476的轨道半长轴为2.3840752 UA，离心率为0.191。